# Shine (canción de Years & Years)
«Shine» —en español, «Brillo»— es una canción del trío británico Years & Years, incluida en su primer álbum de estudio, Communion (2015). Compuesta por ellos en compañía de Greg Kurstin y también producida en compañía de Mark Ralph, fue lanzada el 3 de julio de 2015 como quinto sencillo del disco por Interscope Records. De acuerdo con Olly Alexander, líder y vocalista de la agrupación, la canción fue escrita para su novio Neil Amin-Smith, violinista de Clean Bandit, y se refiere al «brillo» de una manera metafórica para expresar el abrumador e inestable sentimiento de estar enamorado.
En sencillo fue bien recibido por los críticos, que hablaron positivamente de su ritmo «melancólico», «emocional» e «inspirador». Comercialmente resultó ser un éxito en países como Australia y el Reino Unido, donde estuvo entre los veinte primeros de sus listados semanales y fue certificado por sus ventas. Su videoclip, dirigido por Fred Rowson, estrenó el 7 de junio de 2015 en su cuenta de Vevo.

## Antecedentes y composición
Years & Years estrenó la canción el 11 de mayo de 2015 durante una presentación sorpresa, donde anunciaron que sería el quinto sencillo de Communion. De acuerdo con Olly Alexander, líder y vocalista de la agrupación, la canción fue escrita para su novio en aquel momento, Neil Amin-Smith, violinista de la también agrupación británica de electrónica Clean Bandit, y se refiere al «brillo» de una manera metafórica para expresar el abrumador e inestable sentimiento de estar enamorado. «Shine» fue compuesta por los tres integrantes de Years & Years en compañía de Greg Kurstin, y también fue producida por ellos con ayuda de Mark Ralph.
«Shine» es una canción principalmente de género synthpop que mezcla elementos del R&B contemporáneo y cuenta con una duración de cuatro minutos y catorce segundos. De acuerdo con la partitura publicada por Sony/ATV Music Publishing en el sitio web Musicnotes, tiene un tempo moderato de 108 pulsaciones por minuto y está escrita en la tonalidad de mi mayor. El registro vocal de Olly se extiende desde la nota do♯m4 hasta la si♯5.

## Recepción
En términos generales, «Shine» obtuvo reseñas positivas de parte de la crítica. Carl Smith de Sugarscape escribió que es una canción muy «fresca», con ritmos ochenteros y melancólicos que, aunque no evocan la misma sensación que «King», agrada fácilmente al oyente. Alexis Petridis de The Guardian aseguró que en ocasiones, la excelente producción se ve opacada por la oscuridad que llegan a tener las letras. Nick Levine de la revista británica Time Out comentó que junto a «Gold», «Worship» y «King», es uno de los temas más pegadizos dentro de Communion.
«Shine» tuvo una recepción comercial moderada en el mundo. En el Reino Unido debutó en la segunda posición del UK Singles Chart y fue certificada con disco de oro por parte de la British Phonographic Industry tras vender más de 400 000 copias. Para fin de año, fue una de las cuarenta canciones más exitosas del 2015. En Irlanda alcanzó la novena posición, mientras que en Bélgica la decimoctava, siendo estos los únicos dos países de Europa además del Reino Unido donde ingresó a los veinte primeros. En Alemania, Austria y España ingresó al top 40 y en los Países Bajos y Suecia al top 100. Aunque no entró a los conteos de Dinamarca y Polonia, fue certificado en ambos países por sus ventas y streaming. Fuera de Europa, únicamente pudo ingresar al listado de éxitos en Australia, donde ubicó la décima quinta casilla y fue certificado con disco de oro.

## Vídeo musical
El videoclip de «Shine» fue dirigido por Fred Rowson y grabado tres veces con tres efectos distintos en solo dos horas. Estrenó el 7 de junio de 2015 en la cuenta de Vevo del trío, y más tarde en la televisión nacional del Reino Unido el 10 de julio del mismo año como un vídeo interactivo, donde la audiencia podía determinar en tiempo real a través de Twitter lo que ocurriría. Con cada escena, podían elegir una de las tres etiquetas, siendo «#ChooseLight», «#ChooseDark» o «#ChooseShadow», cada una determinando el efecto de luces que habría en los próximos 30 segundos durante los cuatro minutos y medio del vídeo. En total, se recibieron más de 14 mil tuits, convirtiéndose entonces en el vídeo interactivo más exitoso, superando trabajos de otros artistas como Sam Smith y Ed Sheeran, así como de marcas como Honda. El videoclip muestra a los tres integrantes de la agrupación haciendo actividades cotidianas, que se ven interrumpidas por una serie de explosiones repentinas. En otros planos se ve a Olly Alexander cantando solo en la neblina.

## Formatos y remezclas
- Descarga digital

| «Shine» |         |          |  |
| N.º     | Título  | Duración |  |
| 1.      | «Shine» | 4:14     |  |

| «Shine (Remixes)» |                                 |          |  |
| N.º               | Título                          | Duración |  |
| 1.                | «Shine» (Sanna & Pitron] Remix) | 7:05     |  |
| 2.                | «Shine» (Joe Goddard Remix)     | 5:21     |  |
| 3.                | «Shine» (Toyboy & Robin Remix)  | 5:02     |  |
| 4.                | «Shine» (Danny L Harle Remix)   | 3:30     |  |

## Posicionamiento en listas

### Semanales
| Alemania          | German Singles Chart     | 29  |
| Australia         | Australian Singles Chart | 15  |
| Austria           | Ö3 Austria Top 40        | 35  |
| Bélgica (Flandes) | Ultratop 50              | 18  |
| Escocia           | Scottish Singles Chart   | 1   |
| España            | Top 50 Canciones         | 35  |
| Estados Unidos    | Dance/Electronic Songs   | 45  |
| Francia           | French Singles Chart     | 163 |
| Irlanda           | Irish Singles Chart      | 9   |
| Países Bajos      | Single Top 100           | 77  |
| Reino Unido       | UK Singles Chart         | 2   |
| Suecia            | Swedish Singles Chart    | 81  |
| Suiza             | Swiss Singles Chart      | 41  |

### Sucesión en listas
| Predecesor: «Are You With Me» de Lost Frequencies | Scottish Singles Chart — Sencillo número 1 10 de julio de 2015 — 16 de julio de 2015 | Sucesor: «Black Magic» de Little Mix |

### Certificaciones
| País        | Organismo certificador | Certificación | Copias certificadas | Ref.   |
| ----------- | ---------------------- | ------------- | ------------------- | ------ |
| Alemania    | BVMI                   | Oro           | 200 000             | [ 28 ] |
| Australia   | ARIA                   | Oro           | 35 000              | [ 5 ]  |
| Dinamarca   | IFPI — Dinamarca       | Oro           | 30 000              | [ 17 ] |
| Polonia     | ZPAV                   | Platino       | 20 000              | [ 18 ] |
| Reino Unido | BPI                    | Platino       | 600 000             | [ 7 ]  |

### Anuales
| Bélgica (Flandes) | Ultratop 50      | 85 |
| Reino Unido       | UK Singles Chart | 37 |